# Sociedad Española de Excursiones
La Sociedad Española de Excursiones fue una asociación científica fundada en Madrid en 1893 por Enrique Serrano Fatigati, catedrático de física y química, ingeniero y naturalista español. Una de sus mayores aportaciones fue la publicación del Boletín de la SEE, en el marco de la historia del arte español, el excursionismo de raíz científica y el desarrollo de la fotografía en la España contemporánea a dicha sociedad. Sus objetivos estuvieron directamente relacionados con el espíritu de la Institución Libre de Enseñanza, así como con las actividades del Ateneo de Madrid.
Entre sus propuestas esenciales, ya referidas en su reglamento, estuvieron «fomentar la cultura general y el amor a los monumentos», y construir un catálogo fotográfico y testimonial de lugares visitados en las excursiones, especificando el estado de los bienes materiales del país y, en su defecto, denunciar «el lamentable estado de lo descubierto». Entre los precursores tomados como modelo fue esencial la figura del geógrafo Rafael Torres Campos, y entre los continuadores al hijo de este, Leopoldo Torres Balbás. Otro modelo básico fue Giner de los Ríos como promotor del excursionismo escolar de la Institución Libre de Enseñanza.
El escaparate público y órgano ideológico de la Sociedad Española de Excursiones fue su boletín (el BSEE), publicado entre 1893 y 1932. Tuvo sede, redacción u oficinas en la calle de la Ballesta nº 30 (locales de Hauser y Menet), y en el propio domicilio de Serrano Fatigati, en el número 17 de la calle de las Pozas, con vuelta a la de San Bernardo. Finalmente, la SEE se disolvió en 1954.
Del texto publicado por García Rueda Muñoz de San Pedro en 1997 hemos seleccionado el siguiente párrafo:
Para dirigir la Sociedad se creó una Comisión Ejecutiva, de la que formaron parte sus fundadores, actuando como Presidente Enrique Serrano Fatigati, como Vocal Adolfo Herrera y como su Secretario el Vizconde de Palazuelos [Conde de Cedillo], cargo que abandonó en julio de 1906. Al fallecer Serrano Fatigati en marzo de 1918, le sucedió en el cargo de Presidente éste último, puesto que Herrera en aquellas fechas ya no era socio. La Comisión Ejecutiva se completaba en 1919 con Elias Tormo (Secretario), Marqués de Foronda (Vocal) que falleció el 10 de diciembre de 1920 ocupando su puesto diecisiete días después Vicente Lampérez que a su vez fue sucedido en 1923 por José Ramón Mélida, Joaquín de Ciria (Director de Excursiones) y Conde de Polentinos (Director del Boletín). En 1928 el Conde de Morales de los Ríos fue nombrado Director de Excursiones adjunto. En 1934 fallecieron primero José Ramón Mélida y después el Conde de Cedillo siendo elegidos para sucederles Francisco Layna Serrano y Juan de Contreras y López de Ayala, Marqués de Lozoya. Esta Comisión Ejecutiva fue la que una vez finalizada la Guerra Civil reinició las actividades de la Sociedad con la única baja de Joaquín de Ciria.

## Las excursiones
Correspondía a la Comisión Ejecutiva la selección de fecha y lugares a visitar en las excursiones, hasta que a partir de febrero de 1898 se formó una comisión para ese capítulo, formada por Cabello, Foronda, Lázaro, Navarro y el Conde de la Oliva. En el verano de aquel año «se permitió que los socios pudieran llevar a sus hijos pagando la cuota correspondiente de la excursión». las actividades de la Sociedad no tuvieron ayuda económica institucional ni descuentos en los ferrocarriles a pesar de las gestiones y solicitudes formuladas en ese aspecto; todo ello determinó que los socios implicados dispusieran de un poder adquisitivo
alto.

## Algunos miembros destacados
Entre el equipo directivo hay que mencionar a Jerónimo López de Ayala (más conocido como el conde de Cedillo), miembro fundador y que sustituyó a Serrano en la presidencia de la Sociedad; y a Elías Tormo (secretario de la redacción del boletín).
Entre otros colaboradores destacados, podrían citarse Rodrigo Amador de los Ríos, Adolfo Fernández Casanova, Cesáreo Fernández Duro, Adolfo Herrera y Chiesanova (fundador junto con Serrano Fatigati y el conde de Cedillo), Vicente Lampérez y Romea, José Ramón Mélida y Alinari, Vicente Poleró y Toledo, Pelayo Quintero Atauri, Francisco Javier Sánchez Cantón o Narciso Sentenach.
En el capítulo de los fotógrafos, quedan referidos los nombres de José Regueira García, entre muchos otros.

### Legado fotográfico
Gran parte del legado fotográfico publicado en el BSEE utilizó el procedimiento de impresión fotomecánica conocido como fototipia, que en España se empleó desde 1890 hasta mediados del siglo xx, difundido por imprentas como Hauser y Menet de Madrid, con el impulso de la “Sociedad Artística Fotográfica”.